# Jan V raciborski

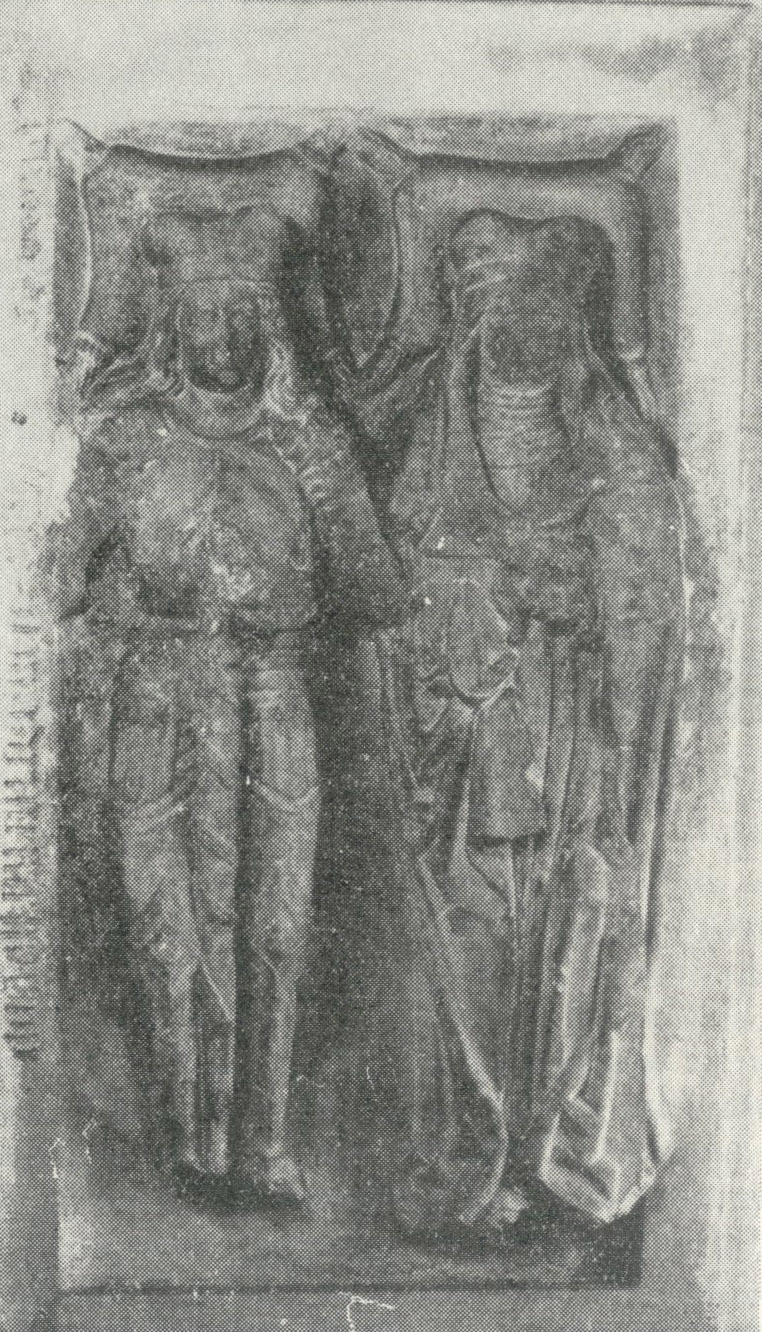
Gotycki nagrobek Jana raciborskiego i jego żony Magdaleny

Jan V raciborski (Młodszy) (ur. ok. 1446, zm. 14 kwietnia 1493) – książę raciborski w latach 1456–1493, w latach 1473–1479 w Pszczynie, od 1483 roku w Wodzisławiu. Pochodził z dynastii Przemyślidów.
Jan V był jedynym synem księcia raciborskiego Wacław II i Małgorzaty z Szamotuł.
Podobnie jak bracia stryjeczni z linii karniowskiej Przemyślidów – Jan IV i Wacław III – Jan V wsparł w 1469 roku króla czeskiego Jerzego z Podiebradów, a dwa lata później Władysława Jagiellończyka, z którym nawet podróżował podczas wyprawy po koronę z Krakowa do Pragi.
Podczas najazdu Macieja Korwina na Śląsk dosyć szybko zrezygnował z oporu i podporządkował się królowi węgierskiemu, co przyniosło mu nie tylko zachowanie dzierżonych włości, ale dodatkowo okręg Pszczyny, który dotąd znajdował się w rękach wiernego Jagiellonowi Wacława III.
Nowy nabytek nie okazał się jednak trwały, gdyż już w 1479 roku nie posiadający funduszów Jan V sprzedał Pszczynę pochodzącemu z Węgier rodowi Thurzonów. Stratę Pszczyny Jan V zrekompensował sobie w 1483 roku poprzez przyłączenie do swoich włości Wodzisławia po bezpotomnej śmierci Jana IV Starszego.
Jan V był od 1478 roku żonaty z księżniczką opolską, córką Mikołaja I Magdaleną. Doczekał się z nią trzech synów – Mikołaja VI, Jana VI i Walentyna Garbatego, oraz zmarłą w dzieciństwie córkę Magdalenę.
Jan V raciborski zmarł 14 kwietnia 1493 roku i został zapewne pochowany w nekropolii dynastii – klasztorze dominikanek w Raciborzu.